# Lee Thompson Young
Lee Thompson Young (1. února 1984 Columbia, Jižní Karolína – 19. srpna 2013 Los Angeles, Kalifornie) byl americký herec. Od roku 2010 hrál jednu z hlavních rolí detektiva Barryho Frosta v seriálu Rizzoli & Isles: Vraždy na pitevně. Hrál i v několika filmech, jako například Akeelah (2006) a Hory mají oči 2 (2007). V roce 2013, ve svých devětadvaceti letech, spáchal sebevraždu.